# Bâtiment du tribunal de district à Kragujevac
Le bâtiment du tribunal de district à Kragujevac (en serbe cyrillique : Зграда Окружног суда у Крагујевцу ; en serbe latin : Zgrada Okružnog suda u Kragujevcu) se trouve à Kragujevac, dans le district de Šumadija, en Serbie. Il est inscrit sur la liste des monuments culturels d'importance exceptionnelle de la république de Serbie (identifiant no SK 271).

## Présentation

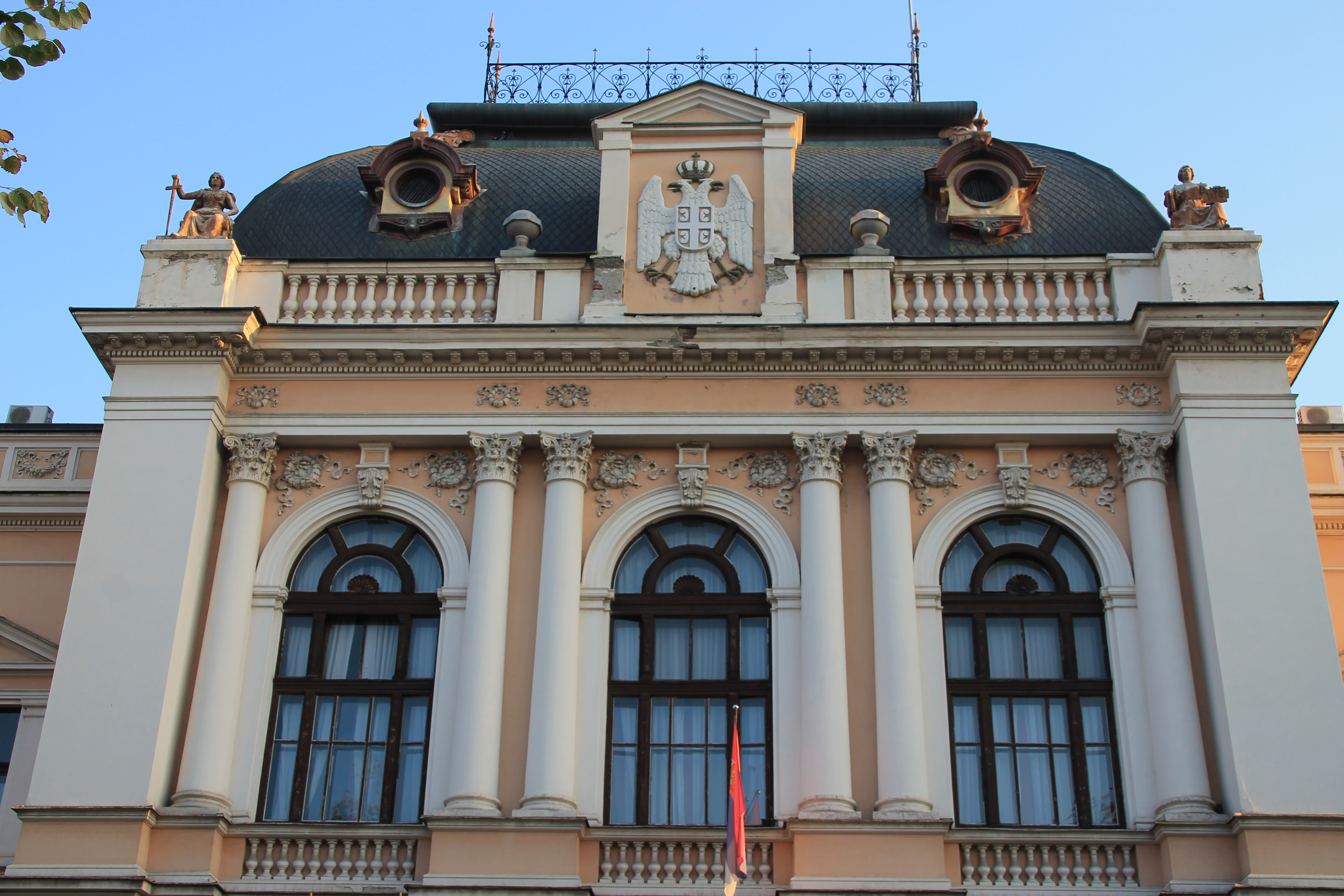
Détail de la façade principale.

Le bâtiment a été construit entre 1902 et 1904 selon un projet de l'architecte Nikola Nestorović dans un style éclectique.
La symétrie de la façade principale est soulignée une grande avancée centrale ; cette avancée est elle-même mise en valeur par un dôme à quatre pans avec une enceinte en fer forgé. Deux figures féminines allégoriques sont placées au niveau de la corniche, l'une représentant la vérité, l'autre le droit. La façade est rythmée par une riche décoration plastique ; les fenêtres du rez-de-chaussée sont cintrées, celle de l'étages sont surmontées d'une architrave qui soutient un fronton triangulaire.
Le bâtiment figure parmi les plus grands bâtiments administratifs de Serbie. À l'intérieur, il possède un grand hall et une galerie, ainsi qu'un escalier monumental constitué de colonnes monolithes en granite.

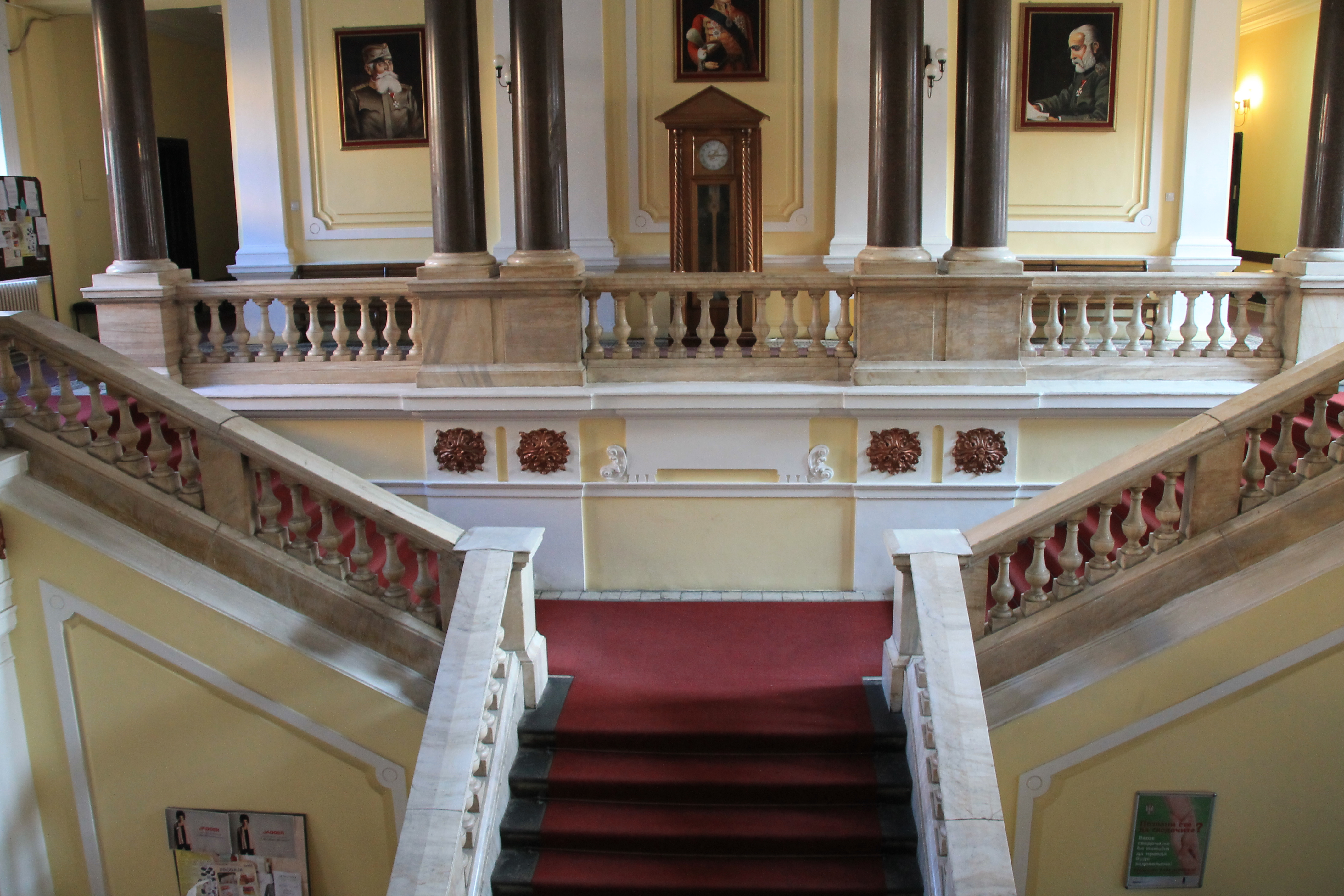
L'intérieur du bâtiment.

Dans ce bâtiment, le haut commandement de l'armée serbe a déterminé sa stratégie pour la bataille de la Kolubara, stratégie appliquée pour vaincre les armées austro-hongroises. Pour son succès dans la conduite de cette bataille, le général Živojin Mišić a été promu au rang de voïvode (maréchal).